# Близнецы (фильм, 2003)
«Близнецы» (кит. трад. 千機變, йель: Chin1 Gei1 Bin3) — гонконгский фильм-боевик с элементами ужасов и комедии, снятый Данте Ламом и Донни Йеном в 2003 году.

## Сюжет
Рив — один из команды охотников, сражающихся с могущественным кланом вампиров — носферату. Обычными средствами победить этих монстров невозможно, поэтому Рив и его боевые соратники используют специальную сыворотку из крови вампира, которая многократно повышает их физические способности. Но, если вовремя не принять противоядие от этого допинга, можно самому превратиться в того, на кого охотишься. Однажды Рив получает известие, что в Гонконге без вести пропали его восемнадцатилетние сестры-близняшки. Положение резко осложняется, когда он узнает, что в городе появился легендарный вампир Казаф, командир легиона мертвых, который ищет себе невесту среди молодых девушек…

## В ролях
- Шарлин Чхой (Charlene Choi) — Хелен
- Гиллиан Чун (Gillian Chung) — помощница Рива
- Экин Чен (Ekin Cheng) — Рив
- Эдисон Чэн (Edison Chen) — Казаф
- Энтони Вонг (Anthony Wong Chau-Sang) — Прада
- Мики Хардт (Mickey Hardt) — Герцог Декоутс
- Джози Хо (Josie Ho) — Лила
- Джеки Чан (Jackie Chan) — Джеки
- Рикардо Мамуд (Ricardo Mamood) — Этан
- Мэгги Лау (Maggie Lau) — медсестра Мэгги

## Оценка кинокритиков
Фильм был оценен кинокритиками на сайте Rotten Tomatoes на 54 процента, учитывая две представленные рецензии.